# Арабска кобра
Арабската кобра (Naja arabica) е вид змия от семейство Аспидови (Elapidae).

## Разпространение и местообитание
Разпространен е в Йемен, Оман и Саудитска Арабия.